# Jean-François Reyff

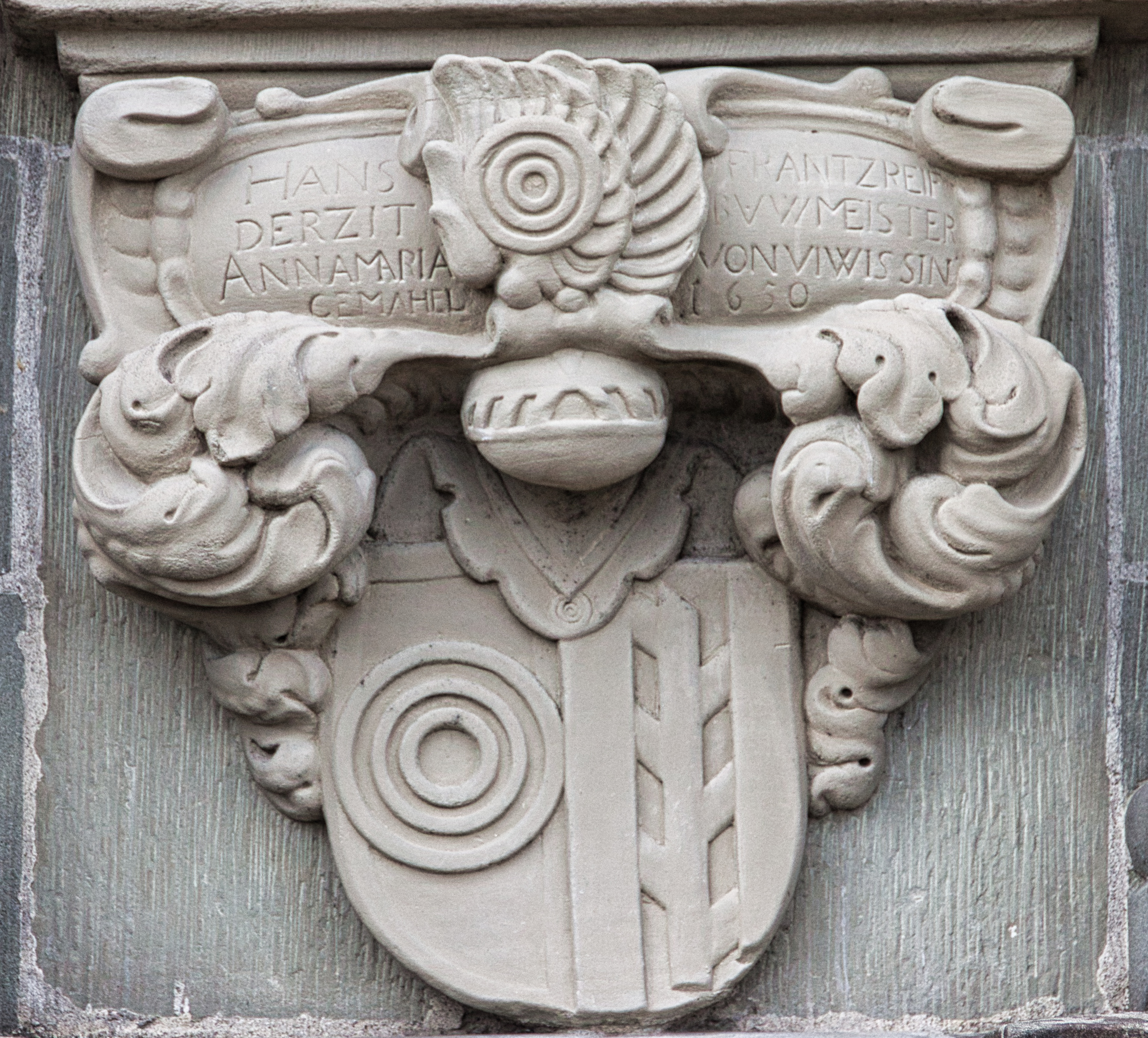
Allianzwappen von Jean-François Reyff (3 Ringe) und seiner Ehefrau

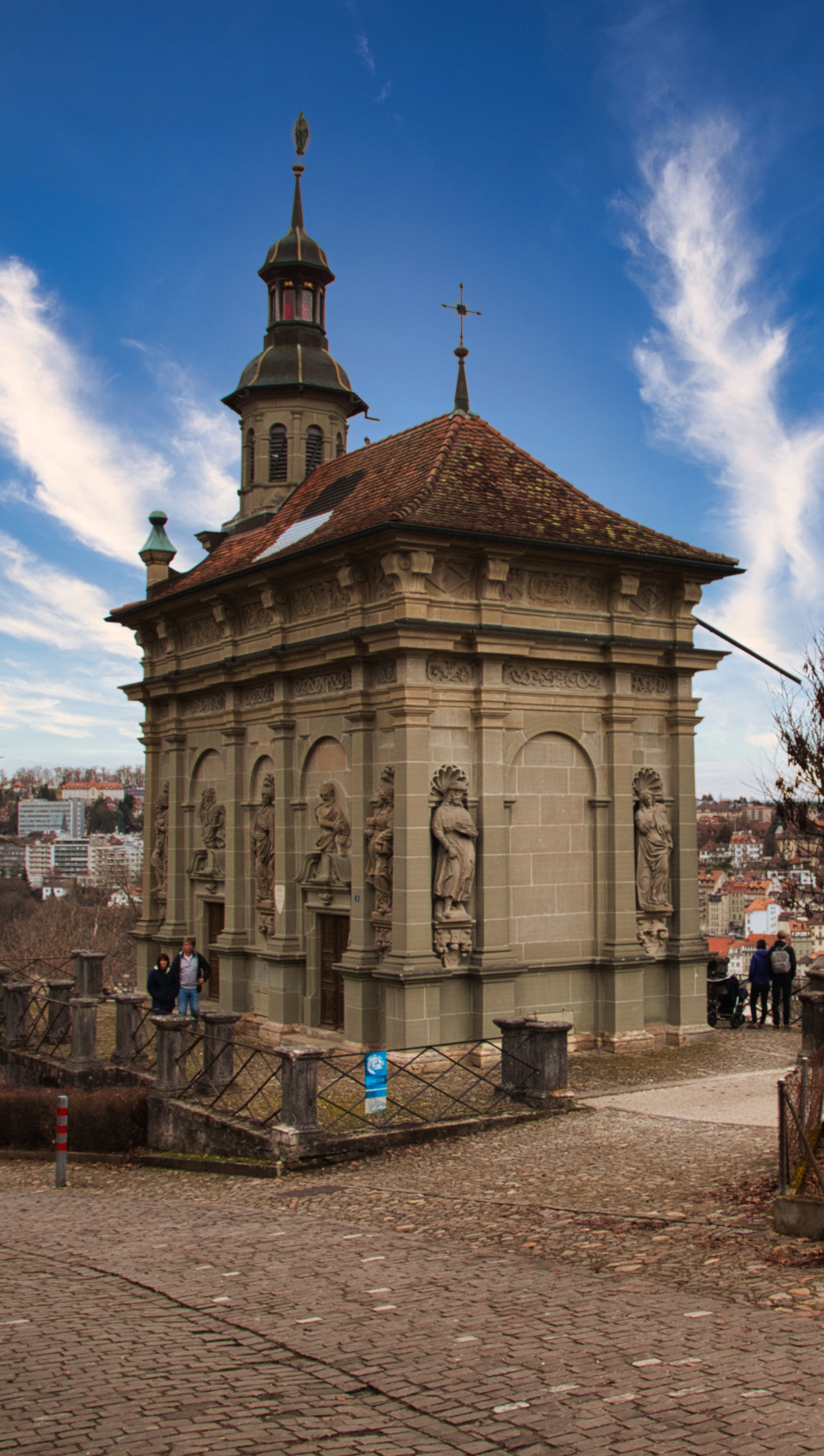
Loretokapelle in Freiburg

Jean-François Reyff (deutsch Hans Franz Reyff; * um 1614 in Freiburg im Üechtland; heimatberechtigt ebenda; † 30. September 1673 in Ueberstorf) war ein Schweizer Baumeister, Bildhauer und Grossrat. Sein Werk verband Spätgotik mit dem Barock und prägte für fast ein Jahrhundert die Freiburger Kunst.

## Werdegang
Jean-François Reyff war der Sohn des Bildhauers und Malers François Reyff (1578–1646) und der Bildhauertochter Elisabeth Künimann. Er heiratete 1650 Anne-Marie, Tochter des Ratsherrn von Estavayer-le-Lac Tobie de Vevey und Witwe des Pierre Ratzé. Er ging bei seinem Vater und dem Freiburger Altarbauer Wenceslaus in die Lehre. Seine Brüder waren die Bildhauer Jacques (1618–1649), Jean-Jacques (1627–1700) und Pancrace Reyff (1633–1677). Von den drei weiteren Geschwistern arbeitete Barthélemy mit Bronze.
Reyff wurde 1637 Mitglied des Grossen Rats des Kantons Freiburg und 1645 zum Stadtbaumeister ernannt. Dies Amt übte er bis 1660 aus, da er bis 1665 Vogt von Schwarzenburg wurde.
Jean-François Reyff starb am 30. September 1673 in Ueberstorf, wo er das «Schloss Reyff» bewohnte.

## Werke
Reyff übernahm nach dem Tod seines Vaters bis 1660 die Leitung der Familienwerkstatt, die Aufträge aus dem Umfeld der Jesuiten, Ursulinen und Visitandinnen erhielt. Als Stadtbaumeister liess er die Befestigungen verbessern und von 1647 bis 1660 einen Teil der Stadtmauer erneuern.
Sein erstes bekanntes Werk ist das Altarbild (um 1631) in der Kirche der Kartause La Valsainte. Zu «Meisterwerken» zählen als Bildhauerarbeiten die Altäre der Stiftskirche Saint-Laurent in Estavayer-le-Lac (1638–1640), der Jakobskapelle in Tafers (um 1640), der Kapelle Saint-Sébastien in Marly (1641) und in Freiburg die Altarstatuen der Jungfrau mit Kind der Ursulinenkirche (1642–1643, geschaffen für den Rosenkranzaltar der Liebfrauenkirche) sowie der Maria zum Trost (1645) und der Schmerzensmutter (um 1650) in der Augustinerkirche. Auch das Altarbild der Schlosskapelle von La Grande Riedera wird ihm zugeschrieben.
Reyffs grösste Werke als Baumeister sind in Freiburg die Loretokapelle (1647–1650), die Ursulinenkirche (1653–1655) und die Kirche des Visitandinnenklosters (1653–1656).
Seine Brüder Pancrace und Jean-Jacques Reyff übernahmen nacheinander 1660 und 1677 die Leitung der Bildhauerwerkstatt.